# 薈廬
薈廬，為中華民國（臺灣）法務部調查局所專門收藏之關於中國共產黨資料之資料室。該室之資料，為自1927年4月清黨以後，由中國國民黨情報機關在與中國共產黨的多年對抗活動中，所不間斷地收集而累積起來的。其資料原本存放於南京，1949年之後，運至臺灣；1953年，置於臺北縣新店鎮青潭，並以「薈廬」為收藏該資料之室名，供學者申請閱覽。該室現由法務部調查局兩岸情勢研析處所管理，目前並不開放予中華民國一般國民閱覽，亦不開放予中華人民共和國人民閱覽，僅開放予中華民國國內、國外經學術研究機關所推薦之學者申請閱覽。法務部調查局在其刊物《展望與探索》月刊上，曾不定期地披露由薈廬所收藏之部分資料的內容。

## 學術研究
在中華民國（臺灣）的國內、國外研究關於中國共產黨與中華人民共和國之主題的知名學者，多曾參考、閱覽過薈廬所收藏之資料，例如：在國內著有《中國共產主義運動史》的鄭學稼、著有《中國共產黨史》的王健民、著有《中共史論》的郭華倫、著有《江西蘇維埃之建立及其崩潰》的曹伯一、著有《延安的陰影》與《中國共產革命七十年》的陳永發；在國外著有《中華人民共和國的菁英們》（Elites in the People's Republic of China）的施樂伯、著有《中國農民經濟》（Chinese Economic History : The Chinese Peasant Economy）的馬若孟（Ramon H. Myers）、著有《臺灣的未來：如何解開兩岸的爭端》（Untying the Knot : Making Peace in the Taiwan Strait）的卜睿哲、著有《臺灣一黨獨裁體制的建立》（台湾における一党独裁体制の成立）的松田康博。

## 備註
1. ↑  2003年1月以前，名為《共黨問題研究》。
2. ↑  《中國共產主義運動史》之「第1卷」與「第2卷上」，早年曾以《中共興亡史》為名出版。